# Métro de Tachkent
Le métro de Tachkent (en ouzbek : Toshkent metropoliteni ; en russe : Ташкентский Метрополитен), est un réseau de transport en commun ferré desservant la capitale de l'Ouzbékistan, Tachkent. Il s'agissait du seul réseau de chemin de fer souterrain en Asie centrale jusqu'à l'ouverture du métro d'Almaty fin 2011. Construit à partir de 1972, à l'époque soviétique, il a ouvert avec neuf stations le 6 novembre 1977.
En 2000, l'achalandage du métro de Tachkent était de 93 millions de passagers par an. En 2010, il aurait atteint plus de 68 millions de passagers par an.

## Stations
Le métro de Tachkent est décoré avec des matériaux nobles (marbre, granite, fonte, bronze, etc.), et aucune station ne se ressemble. Plusieurs techniques artistiques sont utilisées, comme le bas-relief ou la mosaïque. Beaucoup de stations, dont les noms avaient une référence communiste ou russe, ont été renommées après l'indépendance en 1991 (par exemple la place et la station Lénine ont pris le nom de Mustakillik, ainsi que la station « Révolution d'Octobre », devenue Amir Temur Khiyoboni) et les décors à motifs évoquant le passé soviétique ont été également démantelés et remplacés. Les stations portent actuellement les noms de poètes et hommes d'État ouzbeks ou de lieux vers lesquels elles donnent accès.
Construit après le tremblement de terre qui avait ravagé la ville en 1966, le tunnel du métro de Tachkent est conçu selon des normes antisismiques qui lui permettent de résister jusqu'à 10 degrés selon l'échelle de Richter. Il peut également servir d'abri nucléaire. Le métro étant considéré comme un site stratégique, faire des photos ou y filmer était strictement interdit jusqu'en juillet 2018, et la militsia (police) y est omniprésente.

## Tarification
Au 24 août 2018, les prix des billets sont fixés à 1 200 sums (environ 0,096 euros). C'est la tarification la moins chère de tous les métros de l'ex-URSS.
Au 30 septembre 2024, le prix des billets sont fixés à 2 000 sums (environ 0,15 euro).

## Lignes et stations du réseau
Aujourd'hui, le réseau dispose de quatre lignes. Il totalise 48 stations et 67,2 km de voies.	Le métro de Tachkent fonctionne de 5 heures du matin à minuit
| Ligne              | Numéro  | Ouverture | Dernier prolongement | Longueur (km) | Stations |
| ------------------ | ------- | --------- | -------------------- | ------------- | -------- |
| Chilonzor          |         | 1977      | 2020                 | 23.7          | 17       |
| Oʻzbekiston        |         | 1984      | 1991                 | 14.3          | 11       |
| Yunusobod          |         | 2001      | 2020                 | 10.5          | 8        |
| Halqa (circulaire) |         | 2020      | 2024                 | 18,7          | 12       |
| TOTAL :            | TOTAL : | TOTAL :   |                      | 67,2          | 48       |

### Ligne Chilonzor
La ligne Chilonzor (Tchilanzar en français) est la plus ancienne, datant de l'époque soviétique. Elle est fréquentée par les touristes, car elle dessert le centre-ville avec les stations Mustakillik et Amur Timur et à son extrémité occidentale, la gare routière avec la station Olmazor (autrefois Sabir Rakhimov).
|    | Nom ouzbek (latin)* | Nom ouzbek (cyrillique) | Signification en français |
| -- | ------------------- | ----------------------- | --- |
| 1  | Qipchoq             | Кипчок                  | |
| 2  | Afrosieb            | Афросиеб                | |
| 3  | Sirgali             | Сиргали                 | |
| 4  | THAYI               | ТХАЙ                    | |
| 5  | Choshtepa           | Чоштепа                 | |
| 6  | Olmazor             | Олмазор                 | du nom du quartier avoisinant, jusqu'au novembre 2010 « Sobir Rakhimov », au nom du premier général ouzbek pendant la Seconde Guerre mondiale                                                                   |
| 7  | Chilonzor           | Чилонзор                | Nom du quartier Tchilanzar (qui veut dire « lieu fleuri ») dans l'ouest de la ville, très boisé |
| 8  | Mirzo Ulug‘bek      | Мирзо Улуғбек           | Mirzo Ulugbek (ou Ulugh Beg), grand savant et gouverneur du Moyen Âge, petit-fils de Tamerlan (1394-1449), station appelée « Cinquantenaire de l'URSS » (50 лет СССР) de 1977 à 1992                            |
| 9  | Hamza               | Ҳамза                   | Khamza Khakimzada Niyazi , poète révolutionnaire (1889-1929) assassiné par les moudjahiddins |
| 10 | Milliy Bog‘         | Миллий боғ              | « Parc National », station appelée « Komsomolskaïa » (« du Komsomol », Комсомольская) de 1977 à 1992, puis « de la Jeunesse », Yoshlik en ouzbek de 1992 à 2008                                                 |
| 11 | Bunyodkor           | Бунёдкор                | « Créateur ». Station appelée « Droujby Narodov » (Дружбы Народов) de 1977 à 1992, signifiant « de l'Amitié des peuples », puis sa traduction en ouzbek « Halqlar Do‘stligi » (Ҳалқлар Дўстлиги) de 1992 à 2008 |
| 12 | Paxtakor            | Пахтакор                | « Cultivateur du coton ». Nom du stade du même nom et de l'équipe de football (« Pakhtakor Tachkent »), qui a péri au complet lors d'un crash d'un avion dans les années 1970                                   |
| 13 | Mustaqillik Maydoni | Мустақиллик Майдони     | « Place de l'Indépendance », appelée « Place Lénine » (Площадь имени В. И. Ленина) de 1977 à 1991 |
| 14 | Amir Temur Xiyoboni | Амир Темур Xиёбони      | « Square Tamerlan », grand conquérant (1336-1405), appelée « de la Révolution d'Octobre » (Октябрьской Революции) de 1977 à 1992                                                                                |
| 15 | Hamid Olimjon       | Ҳамид Олимжон           | Khamid Alimdjan , poète et écrivain ouzbek (1909-1944) |
| 16 | Pushkin             | Пушкин                  | Alexandre Pouchkine, grand poète russe (1799-1837) |
| 17 | Buyuk Ipak Yo'li    | Буюк Ипак Йўли          | « Grande route de la soie », inaugurée en 1980, appelée « Maxime Gorki » avant 1997 |

*  Les noms ouzbeks sont écrits avec leur exacte orthographe ouzbèke et diffèrent de ce fait de la transcription du cyrillique en français.

### Ligne O‘zbekiston
La ligne O‘zbekiston (Ouzbékistan en français)  dessert le quartier de Tchoursou avec la station Chorsu et la grande avenue Navoï, principale artère de Tachkent, avec la station Alisher Navoiy. Elle date également de l'époque soviétique car elle a été inaugurée en 1984 et prolongée jusqu'en 1991.  
|    | Nom ouzbek (latin)* | Nom ouzbek (cyrillique) | Signification en français |
| -- | ------------------- | ----------------------- | --- |
| 1  | Beruniy             | Беруний                 | Abu Raihan Biruni, grand philosophe et savant (973–1048) |
| 2  | Tinchlik            | Тинчлик                 | « Paix ». Nom de la place au même nom Tintchlik |
| 3  | Chorsu              | Чорсу                   | Nom du quartier de Tchorsou (signifie « Quatre sources »), dans la Vieille Ville, avec un grand marché |
| 4  | G‘afur G‘ulom       | Ғафур Ғулом             | Ghafour Ghouliam , écrivain ouzbek (1903-1966) |
| 5  | Alisher Navoiy      | Алишер Навоий           | Alicher Navoï, grand poète, fondateur de la langue littéraire ouzbek (1441-1501) |
| 6  | O‘zbiekiston        | Ўзбекистон              | « Ouzbékistan », nom de l'avenue du même nom desservie par la station |
| 7  | Kosmonavtlar        | Космонавтлар            | « Cosmonautes », nom de l'avenue du même nom |
| 8  | Oybek               | Ойбек                   | Aïbek (Musa Tashmukhamedov) , poète ouzbek (1905-1968) |
| 9  | Toshkent            | Тошкент                 | Gare ferroviaire « Tachkent » (gare centrale) |
| 10 | Mashinasozlar       | Машинасозлар            | « Machinerie », le combinat de machinerie agricole se trouve à proximité de la station |
| 11 | Do'stlik            | Дустлик                 | Jusqu'au 5 octobre 2012 elle s'appelait la station Chkalov (Чкалов), du nom de Valéry Tchkalov, grand aviateur soviétique (1904–1938); l'usine d'aéronautique au nom de Tchkalov se trouve à proximité de la station. Son nom actuel, prononcé Doustlik, signifie « Amitié » |

*  Les noms ouzbeks sont écrits avec leur exacte orthographe ouzbèke et diffèrent de ce fait de la transcription du cyrillique en français.

### Ligne Yunusobod

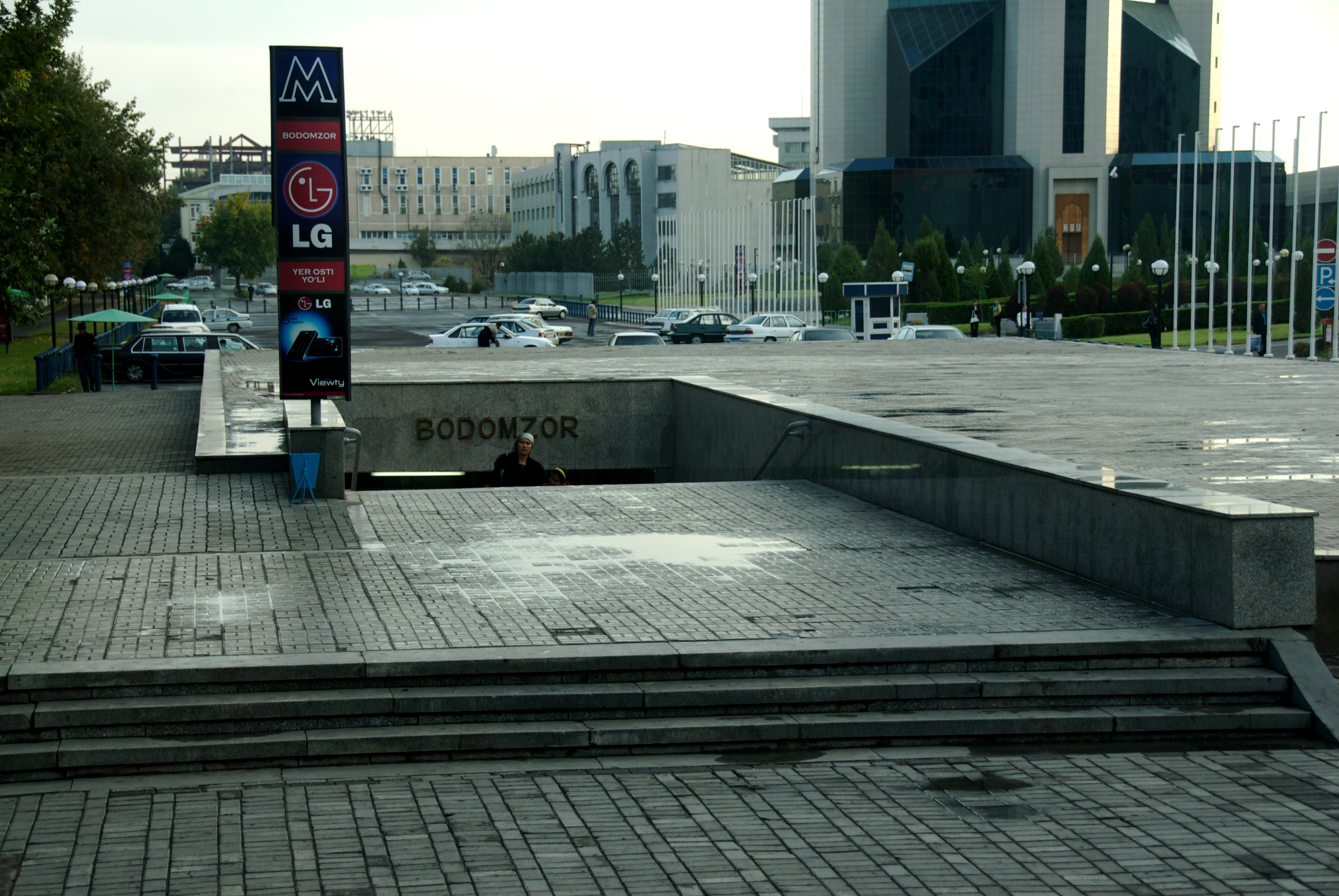
Sortie de la station Bodomzor.

Cette ligne toujours en extension dessert l'avenue Amur Timur où se trouvent de grands hôtels, par les stations Minor et Bodomzor.
|   | Nom ouzbek (latin)* | Nom ouzbek (cyrillique) | Signification en français |
| - | ------------------- | ----------------------- | --- |
| 1 | Ming O‘rik          | Минг Ўрик               | « Mille abricotiers », l'un des premiers noms de Tachkent                                                                        |
| 2 | Yunus Rajabiy       | Юнус Ражабий            | Younous Radjabi, compositeur émérite ouzbek, le premier à avoir mis en partitions la musique traditionnelle ouzbèke. (1897-1976) |
| 3 | Abdulla Qodiriy     | Абдулла Қодирий         | Abdoullah Kadiri , poète et écrivain ouzbek (1894-1938)                                                                          |
| 4 | Minor               | Минор                   | Nom du quartier Minar, qui signifie le minaret, la tour                                                                          |
| 5 | Bodomzor            | Бодомзор                | Nom du quartier Badamzar, qui signifie « Vallée des pistaches »                                                                  |
| 6 | Shahriston          | Шахристан               | |
| 7 | Yunusobod**         | Юнусобод                | Nom du quartier Younous-abad (« Ville de Younous (Jonas) »), quartier-dortoir du nord de la ville                                |
| 8 | Turkiston**         | Туркистон               | Turkestan, grande région d'Asie centrale                                                                                         |

*  Les noms ouzbeks sont écrits avec leur exacte orthographe ouzbèke et diffèrent de ce fait de leur transcription usuelle en français.
**  Station en construction
***  Station en projet

### Ligne Halqa (circulaire)
La ligne Halqa fut inaugurée le 30 août 2020. Elle relie les stations Do'stlik (en correspondance avec la ligne O‘zbekiston) à 12-bekat. Lorsque sa construction sera terminée, cette ligne sera circulaire et comptera 35 stations sur une longueur de 52 km.
|    | Nom ouzbek (latin)* | Nom ouzbek (cyrillique) | Signification en français |
| -- | ------------------- | ----------------------- | ------------------------- |
| 1  | Do'stlik2           | Дустлик2                |                           |
| 2  | Ohongaron           | Ахангаран               |                           |
| 3  | Tuzel               | Тузель                  |                           |
| 4  | Iltifot             | Илтифот                 |                           |
| 5  | Rohat               | Рохат                   |                           |
| 6  | Yangiobod           | Янгиабад                |                           |
| 7  | Qo'ylik             | Куйлюк                  |                           |
| 8  | 8-bekat             |                         |                           |
| 9  | 9-bekat             |                         |                           |
| 10 | 10-bekat            |                         |                           |
| 11 | 11-bekat            |                         |                           |
| 12 | 12-bekat            |                         |                           |

*  Les noms ouzbeks sont écrits avec leur exacte orthographe ouzbèke et diffèrent de ce fait de la transcription du cyrillique en français.

## Matériel roulant
En 2024, le matériel roulant est constitué de trois séries de matériels. Ces séries ont toutes été produites par la société russe Metrovagonmash et chaque rame est constituée de quatre voitures.
| Matériel       | Livraison       | Suppression | Constructeur   | Nombre de rames | Lignes desservies | Illustration |
| -------------- | --------------- | ----------- | -------------- | --------------- | ----------------- | ------------ |
| Ezh3/Em-508T   | 1977            | 1985        | Metrovagonmash | 20              |                   |              |
| 81-717/714     | 1980 - 1993     | en service  | Metrovagonmash | 47              |                   |              |
| 81-717/714     | 1980 - 1993     | en service  | Metrovagonmash | 47              |                   |              |
| 81-717/714     | 1980 - 1993     | en service  | Metrovagonmash | 47              |                   |              |
| 81-718/719     | 2001            | en service  | Metrovagonmash | 5               |                   |              |
| 81-765/766/767 | 2019 - en cours | en service  | Metrovagonmash | 45              |                   |              |

## Galerie de photographies

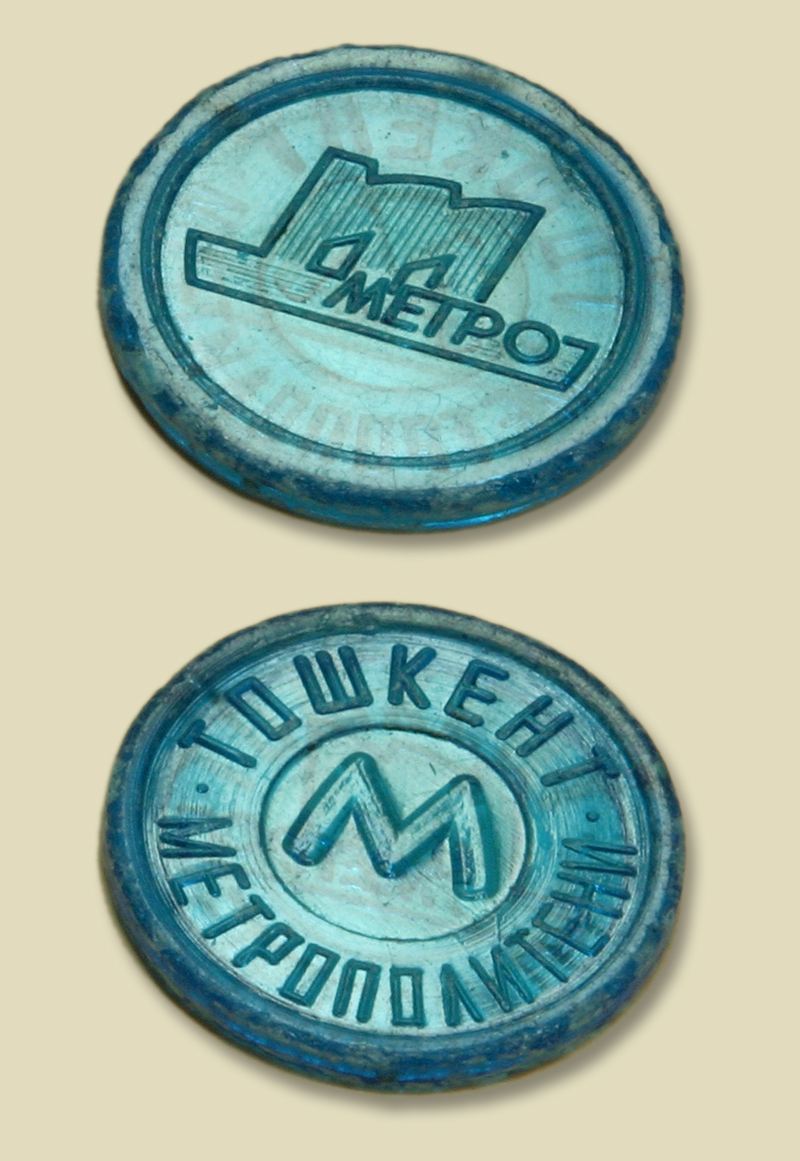
Jetons.
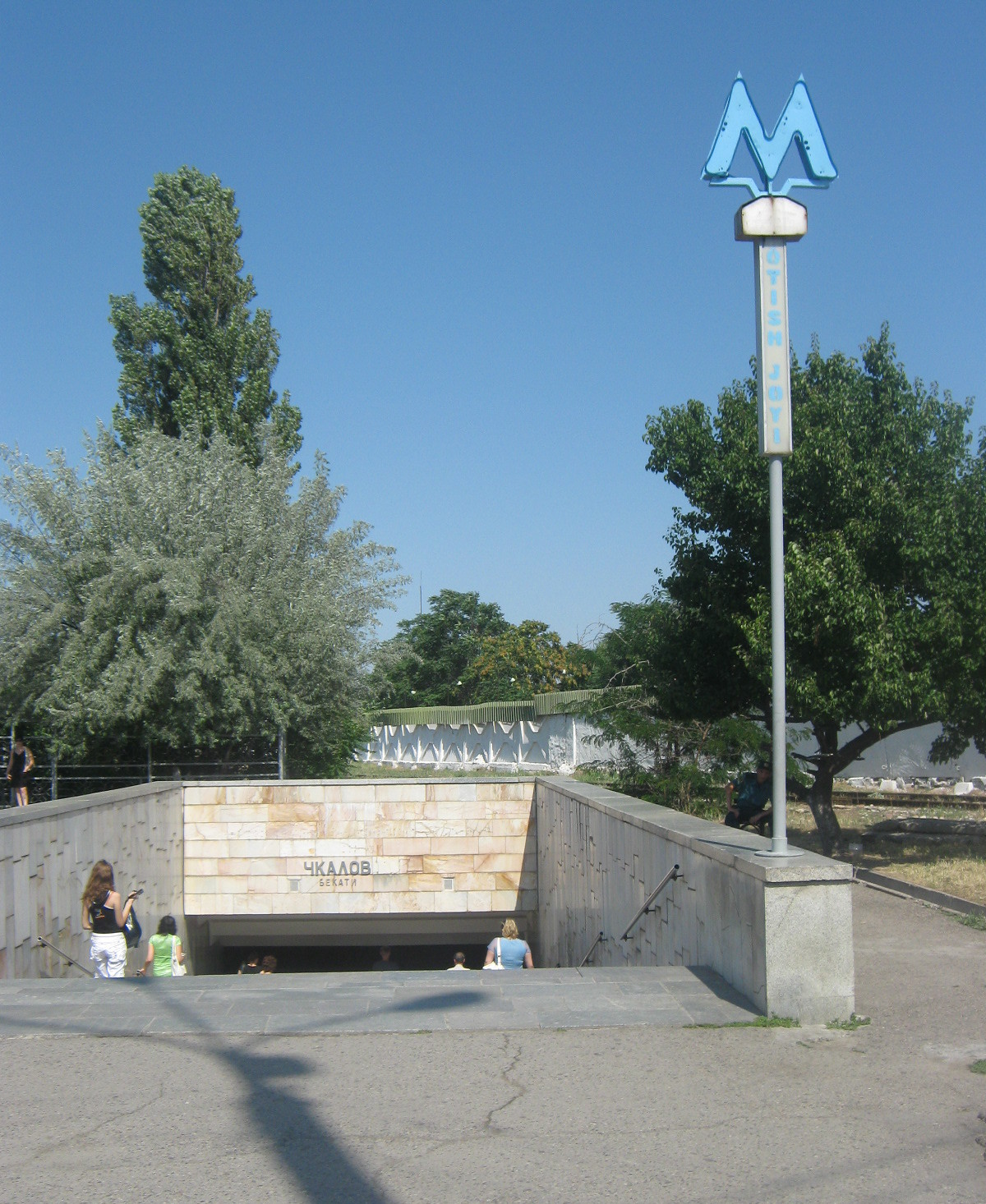
Sortie de la station Chkalov, aujourd'hui de l'Amitié.
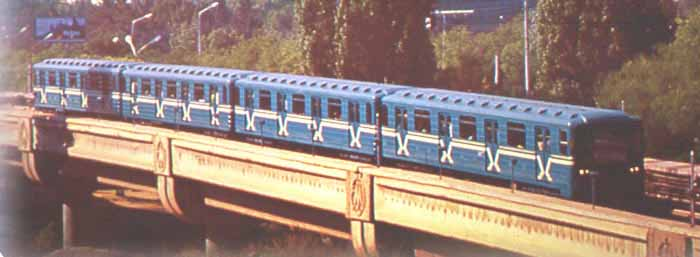
Une rame.